# Скипальский, Александр Александрович
Александр Александрович Скипальский (укр. Олександр Олександрович Скіпальський; род. 12 марта 1945, с. Выжгов, Волынская область) — украинский генерал-лейтенант (1995), дважды зампред СБУ (1997—98, 2006—2007). В 1992—1994 годах начальник Главного управления военной разведки Министерства обороны (ГУР МО) Украины. В 2006—2007 годах начальник Управления СБУ в Донецкой области. Один из создателей и председатель Союза офицеров Украины (СОУ).

## Биография
В Енакиево Донецкой области окончил среднюю школу и ПТУ № 44, где учился в 1961—63 годах.
Окончил Московское пограничное военное училище, где учился в 1964—68 годах. Затем на службе в погрансвойсках на Украине. Окончил факультет контрразведки Высшей школы КГБ СССР, где учился в 1972—75 годах, и в 1988 году окончил курсы при ней. В 1975—87 годах служил в военной контрразведке на Дальнем Востоке и в Сибири.
Сторонник перестройки в СССР, как отмечал сам впоследствии: «я всё-таки Горбачёва ценю в первую очередь словами бывшего советского поэта Евгения Евтушенко, он тогда писал: „Легко быть смелым, если разрешили“».
С 1987 года на Украине. Сотрудник особых отделов КГБ. В октябре 1990 года был исключён из КПСС.
В 1990—1992 годах работал заместителем, первым заместителем главы правления республиканского АК АПБ «Украина» Виктора Ющенко.
В 1992—1994 годах начальник Главного управления военной разведки Министерства обороны (ГУР МО) Украины, одновременно помощник министра обороны.
Народный депутат Верховной Рады 2-го созыва от одного из округов Волынской области (1994—1998).
В 1997—1998 годах заместитель председателя СБУ. В 1998—2001 годах заместитель министра по чрезвычайным ситуациям, затем советник министра юстиции.
В 2004 году начальник службы безопасности кандидата в президенты Виктора Ющенко.
Бывший советник по финансовым вопросам председателя СБУ И. Смешко.
В 2006—2007 годах начальник Управления СБУ в Донецкой области и затем с мая по октябрь 2007 года заместитель председателя СБУ.
Ныне почётный председатель Объединения ветеранов разведки Украины.
Супруга Елена Скипальская, две дочери.

## Взгляды
О своей работе в Донецке позже высказывался: "Понимаете, в крае царит жестокий капитализм, несколько личностей подобрали всё богатство региона, в то время как простые люди едва сводят концы с концами, а им в головы повтокмачувалы, что они «особенные, донецкой закалки», «Шахтёр» — чемпион!« и тому прочее. Это очень напоминает ситуацию в Германии 1930-х годов…».
В эфире программы «Борковский & Валевская» на телеканале «Эспрессо» заявил, что все монастыри УПЦ надо почистить, потому что там «находятся люди с поведением российских диверсантов».
«У нас очень мощная пятая колонна. Это те люди, которые видят себя в составе России… Мы должны почистить все московские монастыри, откуда ежедневно поступает информация о пребывании людей с поведением и психологией российских диверсантов. Работы много. Помните, при той угрозе, которую имеем, наиболее опасный удар будет в спину. Поэтому должны быть бдительными».